# ミチャエル・ウマニャ
ミチャエル・ウマニャ・コラレス（Míchael Umaña Corrales、1982年7月16日 - ）は、コスタリカ・サンホセ州サンタ・アナ出身の元プロサッカー選手。元コスタリカ代表。現役時代のポジションは、ディフェンダー。

## クラブ経歴
ADカルメリタでキャリアをスタート。2005年、レンタルでMLSのロサンゼルス・ギャラクシーに加入。
シーズン終了後、コスタリカに帰国しブルハスFCと契約を結んだ。翌シーズン、CSエレディアーノに復帰した。2007年、ムニシパル・リベリアに移籍。
2010年、再びアメリカに渡りクラブ・デポルティボ・チーヴァス・USAに加入した。
2012年1月、チーヴァスを退団しグアテマラのCSDコムニカシオネスに加入。1年後、コスタリカに帰国しデポルティーボ・サプリサに加入。
2014年8月、ペルセポリスFCと2年契約を結んだ。このことでイランでプレーした最初のコスタリカ人となった。

## 代表経歴
各年代でコスタリカ代表に選出されており、2004年にはアテネオリンピックにコスタリカ選手団の一人として参加した。
2004年6月のニカラグアとの親善試合で初キャップ。以来、代表の中核選手として2005 UNCAFネイションズカップ、2005 CONCACAFゴールドカップ、2006 FIFA ワールドカップに出場した。
2014 FIFAワールドカップではジャンカルロ・ゴンサレス、オスカル・ドゥアルテと中盤を形成、ウルグアイ戦とイタリア戦の2試合でわずか1失点という堅守を披露した。PK戦までもつれた決勝トーナメント1回戦のギリシャ戦では5番目のキッカーとしてPKを成功させ、8強入りに貢献した。しかし、おなじくPK戦までもつれたオランダ戦ではティム・クルルにPKをセーブされてしまいチームは敗れた。

## 代表歴

### 出場大会
- コスタリカ代表
  - 2006 FIFAワールドカップ
  - 2014 FIFAワールドカップ

### 試合数
- 国際Aマッチ 102試合 1得点（2004年-2017年）[15]

| コスタリカ代表 | 国際Aマッチ | 国際Aマッチ |
| 年             | 出場        | 得点        |
| -------------- | ----------- | ----------- |
| 2004           | 1           | 0           |
| 2005           | 15          | 0           |
| 2006           | 6           | 0           |
| 2007           | 7           | 0           |
| 2008           | 1           | 0           |
| 2009           | 13          | 0           |
| 2010           | 2           | 0           |
| 2011           | 7           | 0           |
| 2012           | 7           | 0           |
| 2013           | 18          | 1           |
| 2014           | 10          | 0           |
| 2015           | 4           | 0           |
| 2016           | 2           | 0           |
| 2017           | 9           | 0           |
| 通算           | 102         | 1           |

### 得点
| #  | 開催日        | 会場                                     | 対戦国     | スコア | 結果 | 試合概要                      |
| -- | ------------- | ---------------------------------------- | ---------- | ------ | ---- | ----------------------------- |
| 1. | 2013年3月26日 | エスタディオ・ナシオナル・デ・コスタリカ | ジャマイカ | 1–0    | 2–0  | 2014 FIFAワールドカップ・予選 |

## タイトル
ロサンゼルス・ギャラクシー
- USオープンカップ (1): 2005
- MLSカップ (1): 2005
- MLSウェスタン・カンファレンス (1): 2005

リベリア
- プリメーラ・ディビシオン (1): 2009C

コムニカシオネス
- リーガ・ナシオナル・グアテマラ (1): 2012A

デポルティーボ・サプリサ
- コスタリカ・カップ (1): 2013
- プリメーラ・ディビシオン (1): 2014V